# Ligne du Vigan à Quissac
La ligne du Vigan à Quissac est une ancienne ligne ferroviaire française à écartement standard et à voie unique des départements du Gard et de l'Hérault. Elle reliait la gare du Vigan à celle de Quissac. Elle était prolongée à l'ouest par la ligne de Tournemire - Roquefort au Vigan et rejoignait à l'est la ligne de Mas-des-Gardies aux Mazes-le-Crès à laquelle elle était raccordée à Quissac.

## Histoire
La ligne est concédée à la Compagnie des chemins de fer de Paris à Lyon et à la Méditerranée par une convention entre le ministre secrétaire d'État au département de l'Agriculture, du Commerce et des Travaux publics et la compagnie signée le 1er mai 1863. Cette convention a été approuvée par un décret impérial le 11 juin 1863.
Ouverte en 1872 entre Ganges et Quissac et en 1874 entre Ganges et Le Vigan, elle est fermée au trafic de voyageurs en 1969, et au fret entre 1987 (portion Le Vigan - Ganges) et 1989 (entre Ganges et Quissac).
Une voie verte est aménagée sur l'ancienne ligne de Quissac à Sumène (32 km), son prolongement jusqu'au Vigan est en projet pour mise en service en 2023.

## Images

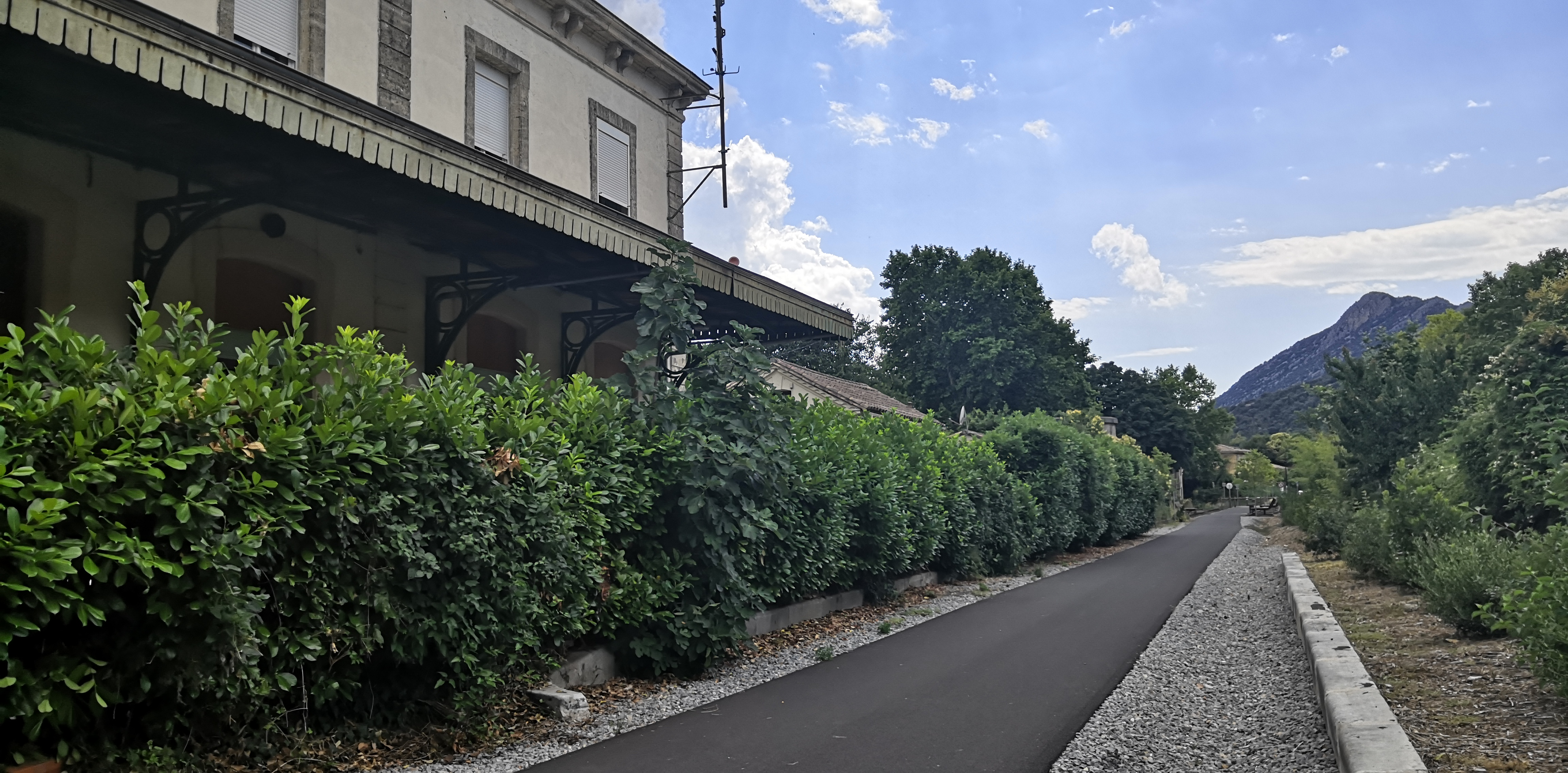
Ancienne gare de Saint-Hippolyte-du-Fort servant désormais d'habitation privée.
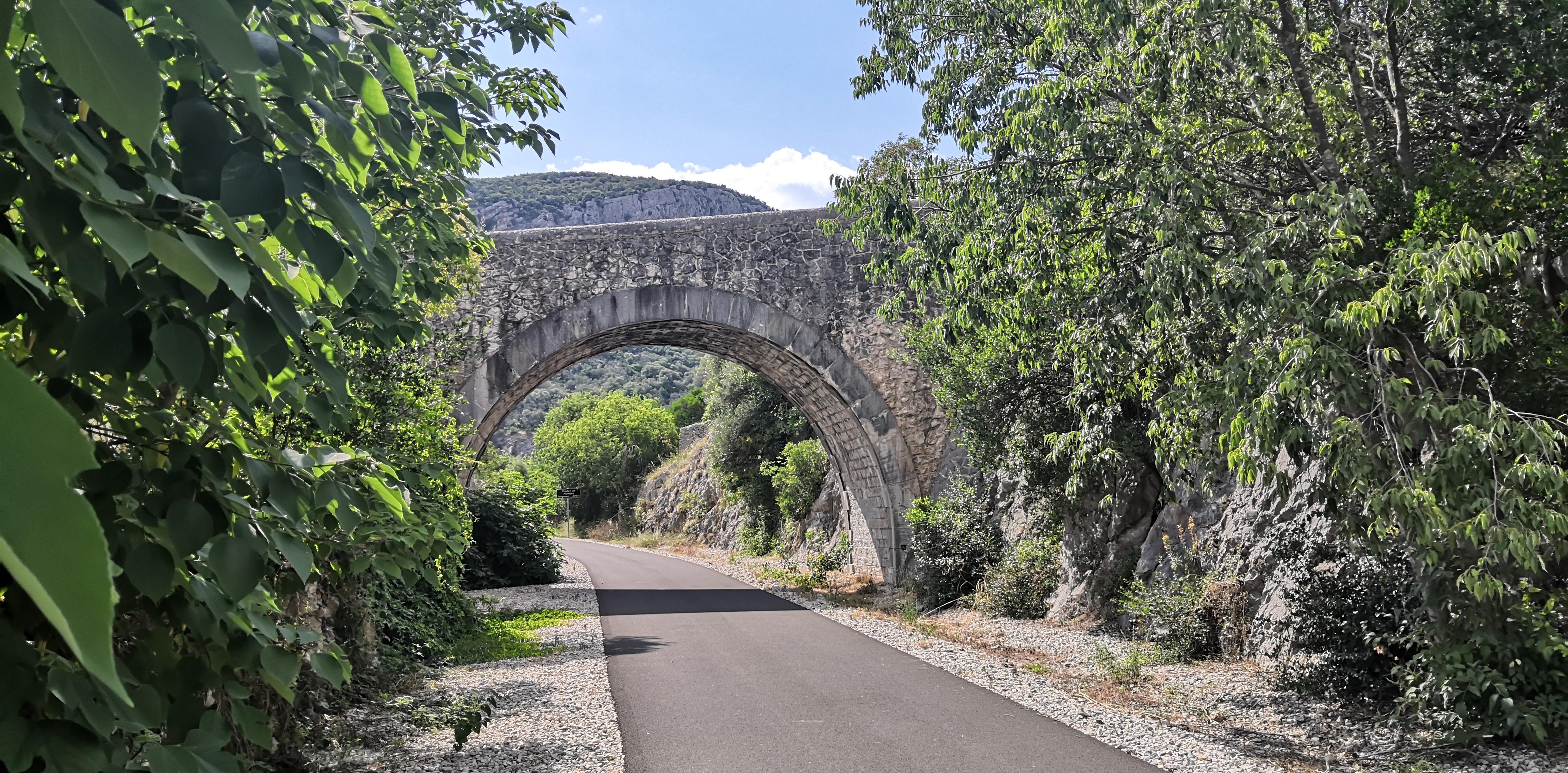
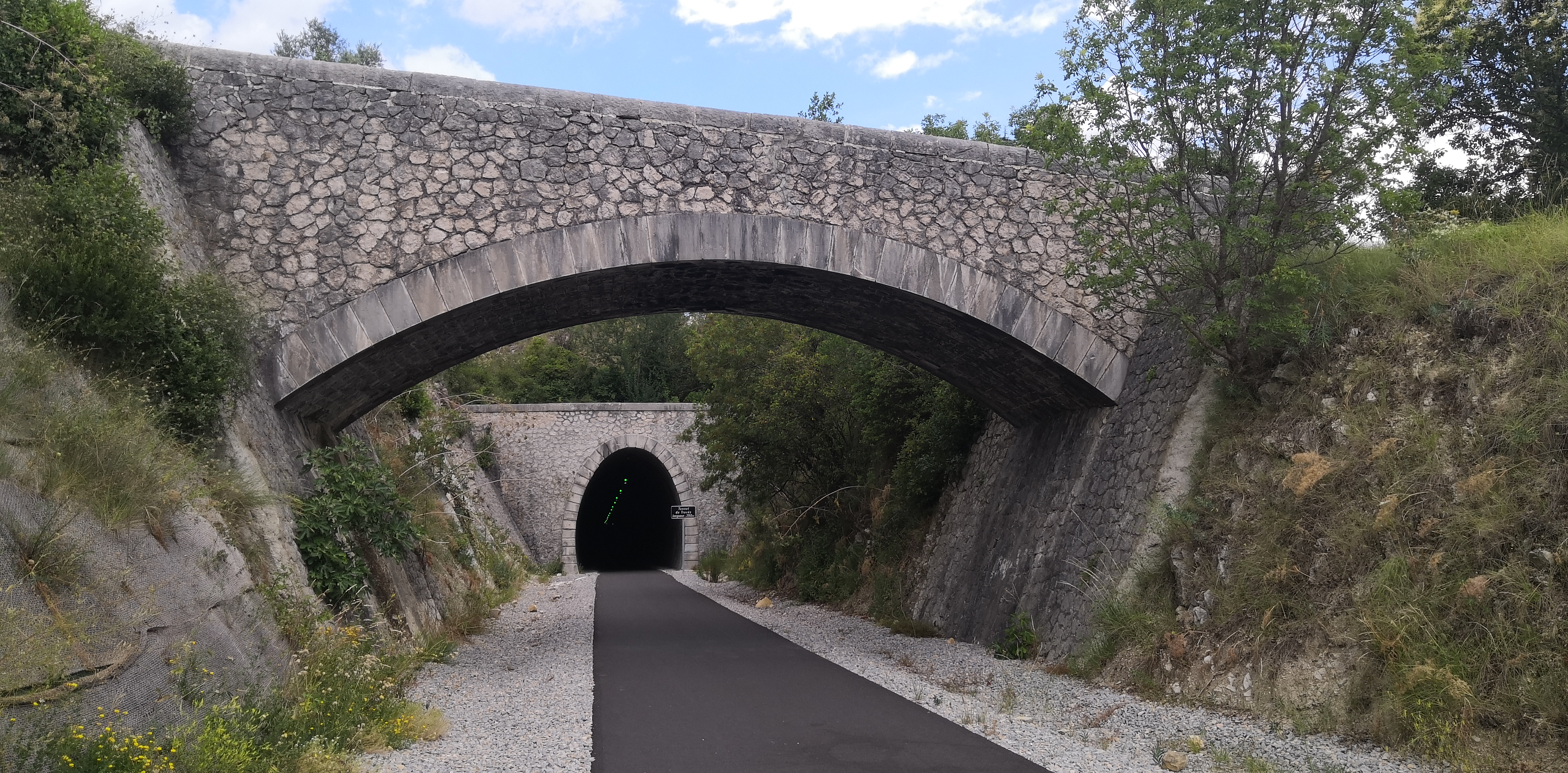
Tunnel de Travès à la sortie de Saint-Hippolyte.